# Sierra de la Demanda

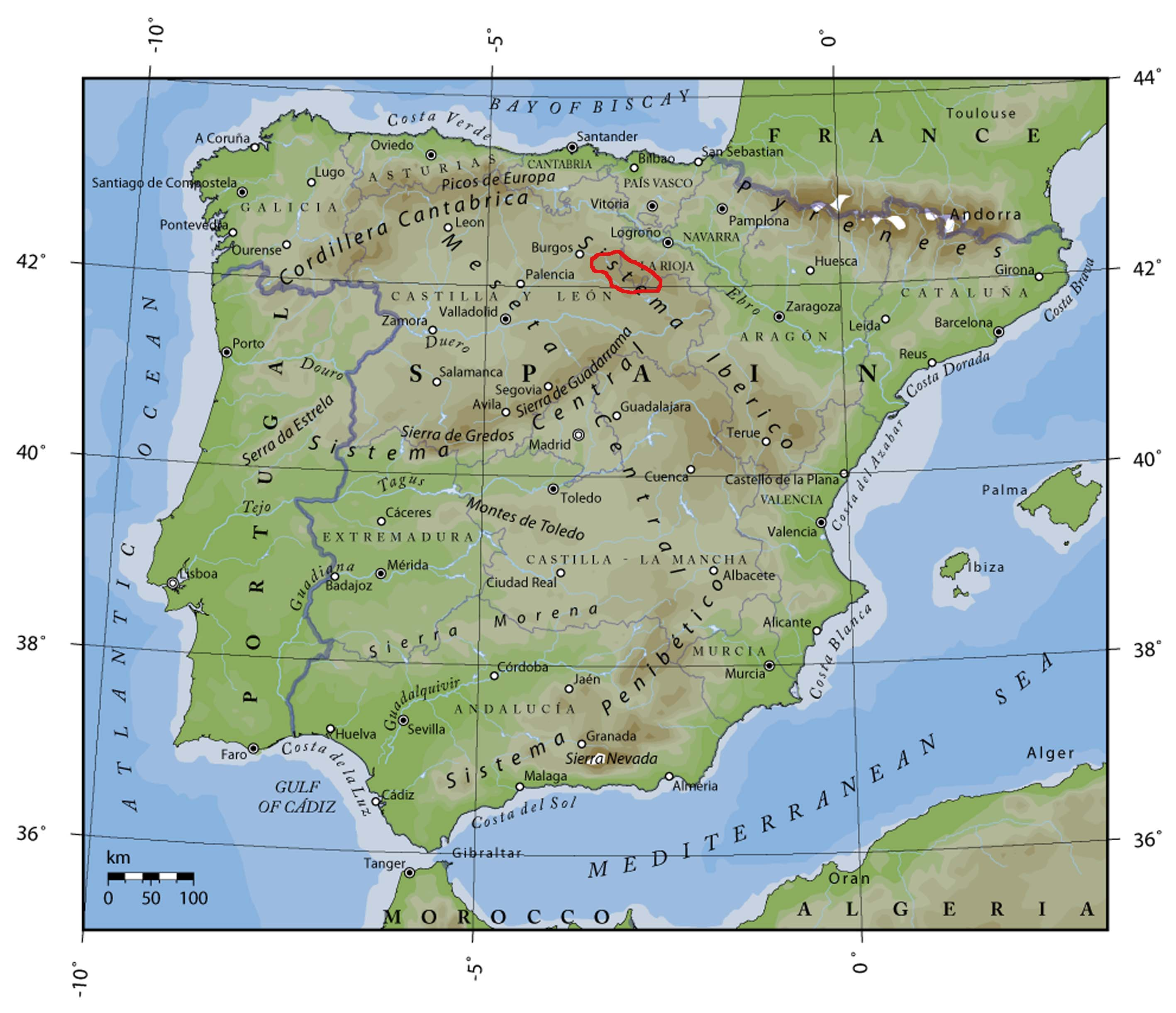
Sierra de la Demanda na mapie Półwyspu Iberyjskiego

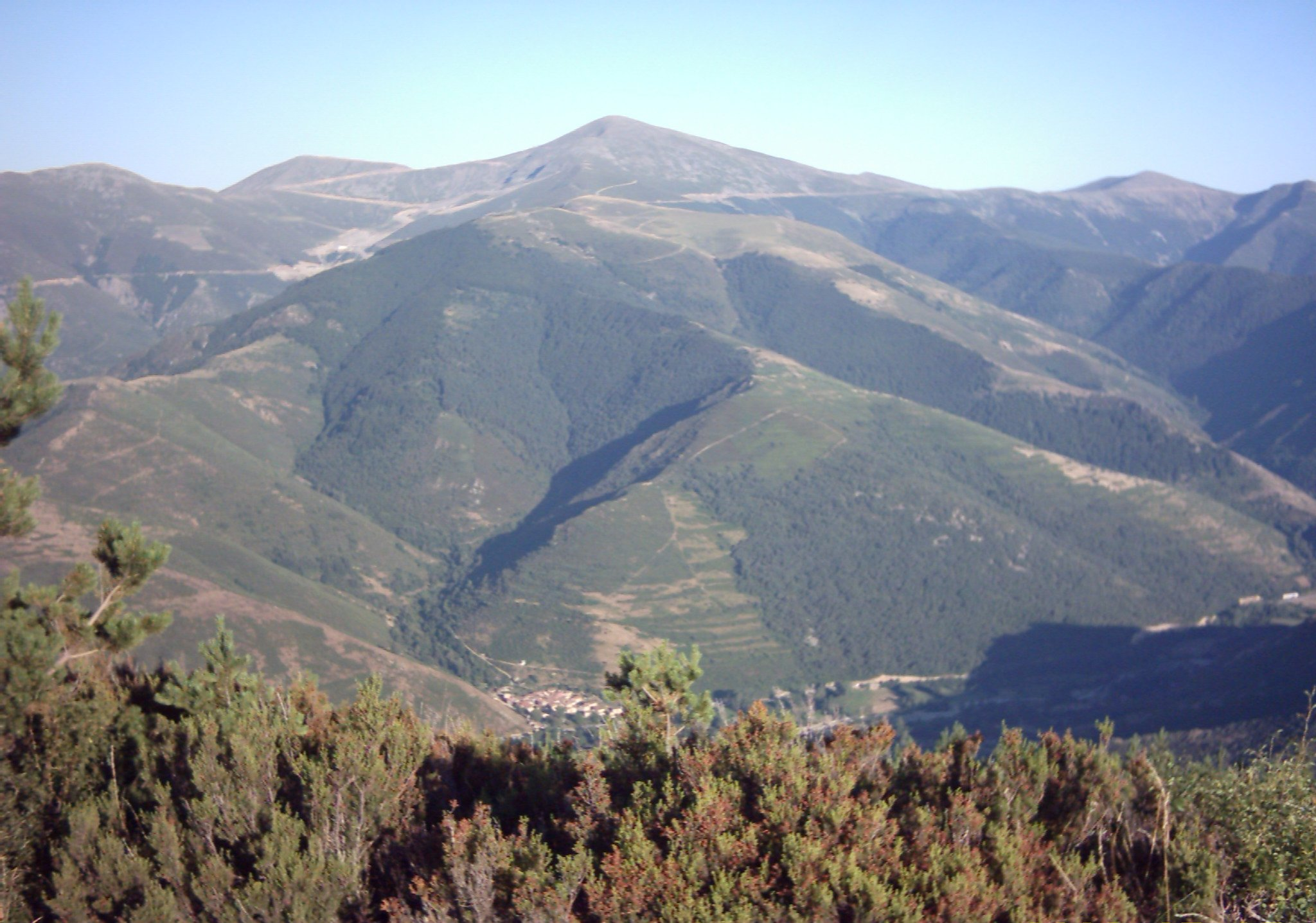
Widok na San Lorenzo w de la Demanda

Sierra de la Demanda – najbardziej na północny zachód wysunięty masyw Gór Iberyjskich w Hiszpanii. 
Najwyższym szczytem jest San Lorenzo o wysokości 2271 m n.p.m.
Najwyższe partie gór są regularnie pokryte śniegiem pomiędzy październikiem a majem. Są tu kurorty narciarskie Valdezcaray i Valle del Sol.
W górach Sierra de la Demanda kręcono zdjęcia do filmu Dobry, zły i brzydki w reżyserii Sergio Leone.